# 盛岡幼稚園
盛岡幼稚園（もりおかようちえん）は、岩手県盛岡市にある私立幼稚園。

## 園訓
- 「つねによろこぶべし」（いつもにこにこ）

## 園教育目標
- 健康でたくましい子ども
- よく聞きわかり行動する子ども
- 素直に感じ豊かに表現する子ども
- 心身ともに安定した生活を送れる子ども
- 神と人とに喜ばれる子ども

## 沿革
- 前身 ‐ 盛岡高女の教師・長岡栄子（長岡輝子の母）が長男の幼稚園がなかったことから矯風会の女性たちとともに、勤務先の学校の体操場を借り受けて保育園を開いた[1]。
- 1907年（明治40年） - 入園希望者が増えたため自治体に引き取りを要請したが、資金的に叶わず、盛岡の内丸教会に赴任した米国バプティスト教会の宣教師ヘンリー・タッピング夫妻が引き受けを了承、内丸幼稚園として開園した[1]。
- 1909年（明治42年） - 3月に岩手県の幼稚園認定可第一号
- 1970年（昭和45年） - 学校法人認定可
- 2007年（平成19年） - 創立100周年記念事業、岩手県の認定子ども園(幼稚園型)第一号
- 2010年（平成22年） - 認定子ども園幼保連携型に移行、（0，1，2歳児認可保育所）